# Beckmans designhögskola

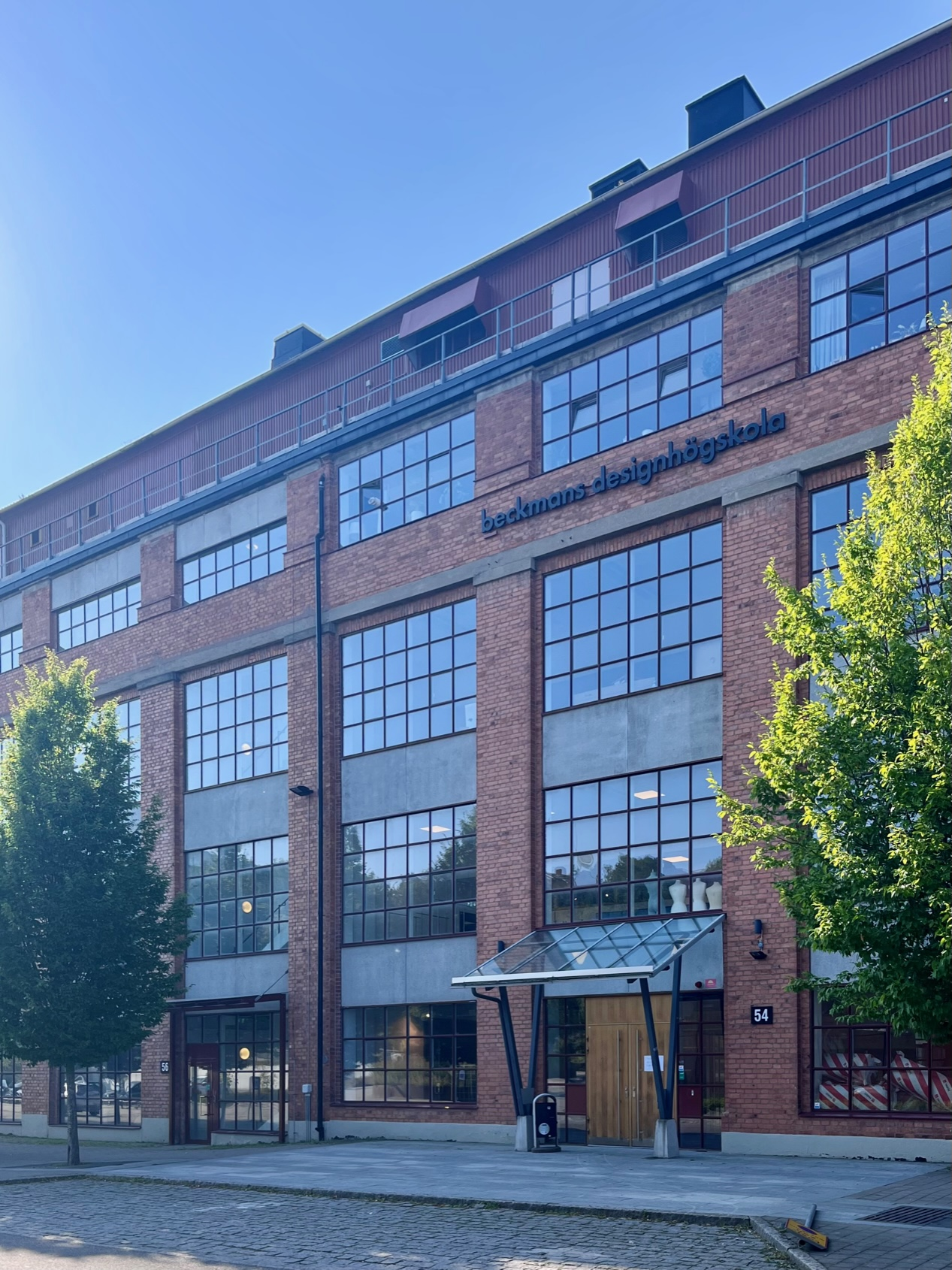
Beckmans Designhögskola. Foto: Karin Ahlqvist

Beckmans Designhögskola är en svensk privat högskola i Stockholm som bedriver utbildning inom visuell kommunikation, form och mode.

## Utbildning
Beckmans bedriver högskoleutbildning i treåriga program inom visuell kommunikation (reklam och grafisk form), mode samt form (produktformgivning och rumsgestaltning). Programmen leder fram till konstnärlig kandidatexamen (180 hp). Utbildningarna är avgiftsfria och studiemedelsberättigande.
Under namnet Beckmans Kvällsskola bedrivs en ettårig, avgiftsbelagd utbildning inom visuell kommunikation, mode eller form. Utbildningen riktar sig både till den som vill förbereda sig för högre studier och till den som är yrkesverksam.

## Lokaler
Från 1 augusti 2022 ligger Beckmans på Agavägen 54 på Lidingö. Byggnaden är svensk industrihistoria och de nya lokalerna erbjuder flexibla ytor och labb för både studenter och personal. Det finns bland annat datasalar, föreläsningssalar, projektrum, bibliotek, träverkstad, 3D-labb, printateljé, möjligheter till arbete med screentryck, krokisal, projektrum, svets, fotostudio, ateljéer, sysalar och draperingstudios. En del verkstäder är direkt kopplade till respektive utbildning, andra är gemensamma.  Sedan starten 1939 har skolan legat på tre olika adresser i Stockholm; Smålandsgatan 2, Nybrogatan 8 och Brahegatan 10.

## Organisatorisk ställning
Beckmans Designhögskola är vad som i svensk högskolelagstiftning kallas för en enskild utbildningsanordnare och drivs i aktiebolagsform under namnet Beckmans Skola AB. De treåriga avgiftsfria programmen drivs med statliga anslag.

## Historik
Anders Beckmans Skola grundades 1939 i Stockholm av Anders Beckman i samarbete med Göta Trägårdh, Carl Axel Virin och Bibi Lindström. Tillsammans bildade de skolans första lärarteam med Anders Beckman som rektor. Grundidén var ett fritt, kreativt alternativ till Konstfackskolan. Utbildningen präglades redan från starten av samverkan med det omgivande samhället, och som lärare rekryterades till stor del personer som var yrkesverksamma inom branschen. Målet var att bygga broar mellan konst och industri, industri och allmänhet, innovativa idéer och den breda publiken. Anders och Göta menade att gestaltandets konst var en central faktor för samhällets utveckling. 
Efter Anders Beckmans bortgång 1967 drevs skolan vidare i privat ägo av makan Nunnie Beckman. Vid mitten av 80-talet genomfördes en rekonstruktion varvid Anders Beckmans Skola AB bildades. Huvudägare blev ett antal designintensiva svenska företag, bland andra H&M, IKEA och Svenskt Tenn, men en andel ägdes alltjämt av familjen Beckman. År 2003 fick skolan rätt att utdela statliga högskoleexamina och erhöll då också statlig finansiering. Namnet ändrades till Beckmans Designhögskola och utbildningen blev avgiftsfri. Karina Ericsson Wärn är sedan 2018 lärosätets rektor. Tidigare rektorer är bland andra Tom Hedqvist (2000-2013), Cilla Robach och Zandra Ahl.
Sedan hösten 2015 ägs Beckmans Skola AB av Stiftelsen Beckmans Designhögskola vars grundare är: Susanne Beckman, Agnès-Rosa Beckman, IKEA of Sweden, Marc O’Polo, Kjell och Märta Beijers Stiftelse, IDR Scandinavia, Lowe Brindfors, H&M AB, Föreningen Beckmans Designhögskola, Familjen Robert Weils Stiftelse, Daniel Sachs Stiftelse, KING samt Forsman & Bodenfors.

## Rektorer i urval
- Per Beckman (1967–1980)
- Pelle Lindberg (under 1980-talet)
- Tom Hedqvist (2000–juni 2013)
- Cilla Robach (augusti 2013–augusti 2016)
- Zandra Ahl (september 2016–december 2017)
- Karina Ericsson Wärn (från mitten av januari 2018)

## Före detta studenter i urval
- Form
  - Anna Kraitz
  - Anna Ekelund

- Mode
  - Kerstin Thorvall
  - Ann-Sofie Back
  - Viveka Bergström
  - Pär Engsheden
  - Carin Rodebjer
  - Anna Holtblad
  - Carin Wester
  - Nina Wahlgren
  - Bea Szenfeld
  - Camilla Thulin
  - Sandra Backlund
  - Christer Lindarw
  - Lars Wallin

- Visuell Kommunikation/f.d. Reklam och Grafisk Form
  - Marie-Louise Ekman
  - Tom Hedqvist
  - Mauro Scocco
  - Stefania Malmsten